# Chilluévar
Chilluévar là một đô thị trong tỉnh Jaén, Tây Ban Nha. Theo điều tra dân số 2006 (INE), đô thị này có dân số là 1629 người.
38°00′B 3°01′T / 38°B 3,017°T